# August Metzinger
August Metzinger (* 31. Januar 1882 in Mittelbexbach; † 20. Juni 1939 in Essen) war ein deutscher Politiker (Zentrum).

## Leben
Metzinger besuchte von 1888 bis 1895 die Volksschule und von 1895 bis 1898 die Sonntagsschule. Im Anschluss durchlief er mehrere Semester lang akademische Kurse in Essen und besuchte einen Kursus beim Volksverein für das katholische Deutschland. Er wurde von 1898 bis 1903 als Bergarbeiter auf der Saargrube beschäftigt und nach der Reichstagswahl 1903 gemaßregelt. Von 1903 bis 1909 war er als Sekretär für den Gewerkverein christlicher Bergarbeiter Essen tätig. Seit 1909 wirkte er als Geschäftsführer verschiedener Konsumvereine, unter anderem als Geschäftsführer der „Gepag“ Seifenfabrik. Daneben war er geschäftsführendes Vorstandsmitglied des Konsumvereins Wohlfahrt.
Metzinger trat in die Zentrumspartei ein, für die er von 1921 bis 1933 als Abgeordneter dem Preußischen Landtag angehörte.